# 四甲醇锗
四甲醇锗是一种化合物，化学式为Ge(OCH3)4。它可由四氯化锗和甲醇钠反应制得。它和1,3-丙二醇反应，可以得到二甲氧基(1,3-丙二氧基)锗或二(1,3-丙二氧基)锗。